# Poecilopsis affinis
Poecilopsis affinis är en fjärilsart som beskrevs av Harrison. Poecilopsis affinis ingår i släktet Poecilopsis och familjen mätare. Inga underarter finns listade i Catalogue of Life.